# Johann Aegidus Bach
Johann Aegidus Bach (Erfurt, 9 februari 1645 - aldaar, november 1716) was de vader van Johann Bernhard Bach en de (groot)oom van Johann Sebastian Bach.
Als beroepsmuzikant is hij bekend als organist en directeur van het stedelijk ensemble van Erfurt.
- Gemeinsame Normdatei: 135772508
- MusicBrainz: 8a6fa9be-c236-46f5-acf7-1811653a131d
- Virtual International Authority File: 72619498